# Facultatea de Științe Politice a Școlii Naționale de Studii Politice și Administrative
Facultatea de Științe Politice din cadrul Școlii Naționale de Studii Politice și Administrative este o facultate în cadrul unei universități de stat, care desfășoară programe de nivel universitar, postuniversitar și doctoral în conformitate cu prevederile Legilor nr. 88/1993, 84/1995, 128/1997 și 228/2004. Facultatea de Științe Politice oferă programe universitare, în conformitate cu Legea nr. 288/2004 în specializările: Științe Politice, Relații Internaționale și Studii Europene, Sociologie, precum și programe de masterat cu caracter de cercetare, interdisciplinare și executive și de doctorat în domeniul științelor politice.

## Corp didactic
- Cristian Pîrvulescu
- Adrian Miroiu
- Alfred Bulai
- Doina-Olga Ștefănescu
- Ștefan Stănciugelu
- Liviu Rotman
- Adrian Niculescu
- Andrei Țăranu
- Cezar Bîrzea
- Mihaela Vlăsceanu
- Răzvan Grecu
- Vintilă Mihăilescu
- Vladimir Pasti
- Marius Pieleanu
- Brandușa Palade
- Mihaela Miroiu
- Aurelian Muntean
- Adrian Pop
- Liliana Popescu
- Mihai Păunescu
- Marius Precupetu

## Admiterea în Facultatea de Științe Politice
Admiterea se face în baza unui examen susținut de candidați la una dintre probele Economie, Filosofie sau Sociologie, la alegere. Sunt declarați admiși aceia care au promovat examenul desfășurat de Facultatea de Științe Politice (au luat minim nota 5,00), în limita locurilor disponibile aprobate de Ministerul Educației. În cazul de egalitate între doi candidați, aceștia urmează a fi departajați prin media obținută la examenul de bacalaureat.

## Programe de licență
Facultatea de Științe Politice oferă programe de licență în următoarele domenii:
- Științe Politice
- Relații Internaționale și Studii Europene
- Sociologie
- Psihologie